# Эйдетизм
Эйдети́зм (от др.-греч. εἶδος — «образ», «внешний вид») — особый вид памяти, преимущественно на зрительные впечатления, позволяющий удерживать и воспроизводить в деталях образ воспринятого ранее предмета или явления. В этот образ могут и зачастую входят также насыщенные образы и иные сенсорные модальности: слуховые, тактильные, двигательные, вкусовые, обонятельные.
В отличие от образов восприятия эйдетические образы человек продолжает воспринимать в отсутствии источника образа.

## История исследований
Считается, что феномен эйдетизма одним из первых описал сербский учёный В. Урбанчич в 1907 году.
Теория, предметом которой была эйдетическая способность — особый вид образной памяти человека, — разрабатывалась на протяжении 1920—1940-х гг. в Германии, в марбургской психологической школе Э. Йенша. Э. Йеншем совместно с учениками были проведены фундаментальные исследования эйдетизма. После 1933 года в гитлеровской Германии Э. Йеншем и его единомышленниками стала развиваться «интеграционная типология» («Integrationstypologie») — идеологизированная концепция, объединяющая эйдетику и национал-социалистические идеи и лозунги.

### Советская психология
В СССР большое внимание эйдетике уделял Л. С. Выготский. Также в СССР в 1920—1930-е гг. вопросами эйдетики занимались В. А. Артёмов, П. П. Блонский, Н. Ф. Добрынин, П. Л. Загоровский, М. П. Кононова, С. В. Кравков, А. Р. Лурия, С. Л. Рубинштейн, И. В. Страхов, Б. М. Теплов, Г. С. Фейман, Л. М. Шварц, Ф. Н. Шемякин, Н. Д. Шрейдер, П. О. Эфрусси и другие. Помимо научных статей следует также отметить статьи об эйдетизме во втором и третьем изданиях Большой Советской Энциклопедии, в Философском энциклопедическом словаре и в психологических словарях.
Самые первые упоминания эйдетики встречаются в «Педологии» П. П. Блонского и «Очерках психологии» С. В. Кравкова, изданных в 1925 году. В этих работах прежде всего обращается внимание на большое теоретическое и практическое значение эйдетизма как особого, ранее не изучавшегося вида памяти. Первой советской работой, содержащей серьёзный теоретический анализ эйдетических идей, следует считать вышедшие в 1927 г. «Психологические очерки» П. П. Блонского. В этой книге содержится большое количество конкретной и точной информации: перечисляются основные проблемы и понятия эйдетики, приводятся результаты экспериментов, выдержки из протоколов, указываются и оцениваются первоисточники и т. д.
В 1933 г. вышел в свет 63‑й том Большой Советской Энциклопедии, где содержалась обширная статья А. Р. Лурия «Эйдетизм». Относительная редкость яркого проявления эйдетизма и подавления проявлений соответствующих природных способностей в зрелом возрасте связана с несколькими причинами, описанными, в частности, академиком АПН СССР А. Р. Лурия в его «Маленькой книжке о большой памяти».
Следует сказать, что оценка эйдетики в СССР всегда зависела не столько от собственно научных факторов, сколько от идеологической обстановки в стране. В этом плане чётко выделяются два этапа. В 1920‑е — начале 1930-х годов требование критического отношения ко всей зарубежной психологии ещё не заслоняло и не заменяло собой полностью этапов изучения и усвоения. До превращения в нацистскую науку эйдетика воспринималась и оценивалась в советской психологии точно так же, как и другие современные зарубежные теории: фактология признавалась, а теоретические построения критиковались за несоответствие марксизму. При этом среди советских психологов существовал довольно широкий спектр мнений в оценках эйдетики — от заинтересованности, признания и согласия по многим вопросам в сочетании с обязательными критическими оценками (П. П. Блонский, Л. С. Выготский, П. Л. Загоровский, А. Р. Лурия, И. В. Страхов и другие) — до почти полного отрицания. Так, Л. М. Шварц в 1930 году писал: «В нашей психологической и педологической литературе учение Йенша не встретило должной критической оценки. Многие положения марбургской школы, воспринятые на веру нашими авторами, неприемлемы и открывают возможность проникновения через них явно идеалистических моментов в психологию».
Однако затем в силу ряда обстоятельств (вырождение эйдетики в Германии в «интеграционную типологию», запрет в СССР в 1936 году педологии, Великая Отечественная война) эйдетические исследования в СССР были полностью свёрнуты.

## Три стороны эйдетики
Исторически и содержательно точная характеристика эйдетики подразумевает рассмотрение во взаимосвязи, преемственности и единстве трёх её сторон (уровней, проблемных областей):
1. эйдетизм (эйдетические образы, Anschauungsbilder) как эмпирический и экспериментальный феномен, как особый вид памяти и, соответственно, эйдетика как частная научная теория, этот феномен объясняющая;
2. эйдетика как общепсихологическая теория, находящаяся на уровне общетеоретических, философских и методологических проблем психологии;
3. «интеграционная типология» («Integrationstypologie») — идеологизированная, расистская и фашистская по своей сути, псевдонаучная концепция, которая в гитлеровской Германии развивалась Э. Йеншем и его единомышленниками после 1933 г. путём «синтеза» эйдетики и фашистских идей и лозунгов.

## Тренировка эйдетических способностей и эйдотехника
И. Шульц описал неоднократные случаи шизофрении с попытками самоубийств, возникшие в итоге неумелых, но настойчивых попыток вызвать эйдетические образы. М. Зощенко описал ряд подобных случаев в писательской среде в своей книге «Перед восходом солнца».
В качестве лечения И. Шульц предложил вновь вызывать эйдетические образы, только делать это грамотно. Этот подход изложен, в частности, в довоенной работе одного из сотрудников Шульца К.Томаса. Подход оказался успешным.
Так, шахматист и психолог А. де Гроот, который заинтересовался эйдетизмом как явлением, утверждал, что развить способности могут многие. В качестве примера он приводил шахматных гроссмейстеров, способных запоминать множество комбинаций и сценариев развития событий во время партии.

## Типология эйдетиков
Э. Йеншем и его сотрудниками (в школу Э. Йенша входили его брат Вальтер Йенш, О. Кро, А. Рикель, Г. Фишер и др.) была разработана классификация степени выраженности эйдетизма:
- Нулевая степень (0): образуется только послеобраз с нормальными признаками, как правило непродолжительный, другого цвета (например, лампочка была белой, а блики в глазах стоят другого цвета и быстро исчезают).
- Первая степень (1): для появления образа необходимо закрепление; послеобраз проявляет признаки зрительного образа (отклонение от закона Эммерта).
- Вторая степень (2): фиксация необходима, слабые зрительные образы; отклонение от закона Эммерта, отклонение величины и формы зрительных образов при воздействии звуковым сигналом (свистком).
- Третья степень (3): зрительные образы слабой и средней ясности появляются от несложных объектов без применения фиксации; от сложных объектов могут быть видны частные детали.
- Четвёртая степень (4): ясные и полные зрительные образы формируются от сложных объектов.
- Пятая степень (5): зрительные образы видны ясно и со всеми мелкими деталями (3).

На базе тех же исследований была предложена классификация людей, способных к эйдетическим представлениям:
1. «Т-тип» эйдетиков (Tetanoider type) у которых эйдетические представления весьма стойки и не пропадают даже после длительной посторонней стимуляции, обретая иногда характер навязчивости; название типа дано по аналогии с названием мышечных спазмов (tetanie);
2. «В-тип» (Basedowider) которые способны к произвольному пробуждению эйдетических представлений и сознательному вмешательству в их развёртывание соответственно своим намерениям.

Согласно В. Йеншу, эти типы эйдетиков базируются на конституциональных предпосылках и, выступая в единстве с определённым типом мимики и движений, с особенными гормональными процессами, предстают и как проявление типологии характеров.